# Aegopodium tribracteolatum
Aegopodium tribracteolatum är en växtart i kirskålssläktet och familjen flockblommiga växter. Den beskrevs av Johannes Theodor Schmalhausen 1892.
Arten är en perenn ört och förekommer i västra Asien, från östra Turkiet till Libanon och nordvästra Iran.